# Hans Heysen

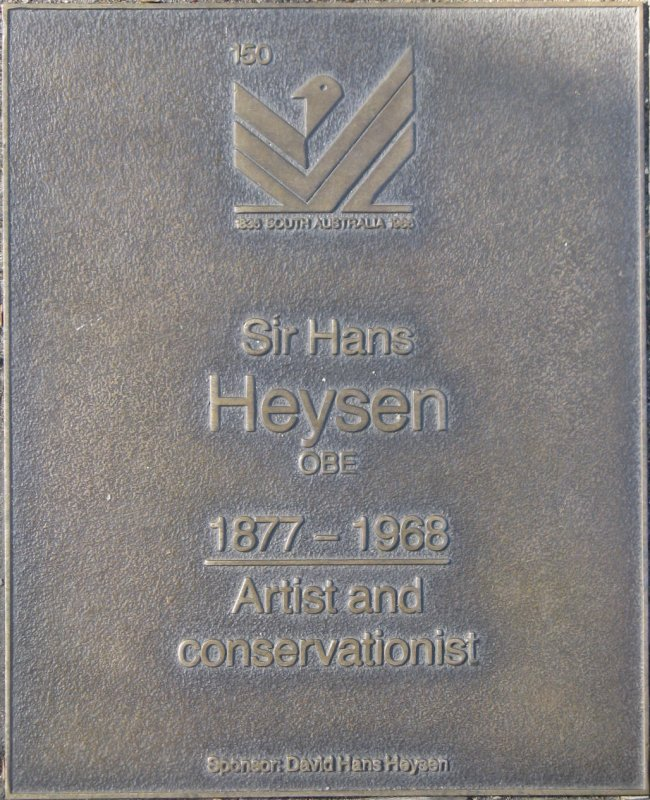
Tablica upamiętniająca Hansa Heysena w Adelaide (1986)

Hans Heysen (ur. 8 października 1877 w Hamburgu, zm. 2 lipca 1968 w Mount Barker) – australijski malarz niemieckiego pochodzenia.

## Życiorys
Urodził się 8 października 1877 jako szóste dziecko Louisa Heinricha Wilhelma Heysena oraz jego żony Marii Elisabeth Henriette (z domu Eberhard). W 1883 jego ojciec wyemigrował do Adelaide w Australii Południowej, a rok później dołączyła do niego cała rodzina. Od 1885 uczęszczał do East Adelaide Model oraz czterech innych szkół w Adelaide. Już jako młody chłopak Hans Heysen wykazywał zainteresowanie sztuką, choć w wieku 14 lat zakończył edukację szkolną i rozpoczął pracę w branży kupieckiej,  pracując w sklepie z narzędziami, a następnie na wózku produkcyjnym swojego ojca. W międzyczasie rozwijał swoje pasje artystyczne pod kierunkiem Jamesa Ashtona w szkole artystycznej w Norwood. W wieku 16 lat malował tak dobrze, że Ashton kupił od niego obraz Mokra droga. W 1897 dołączył do Adelaide Easel Club i w krótkim czasie został uznany za wschodzący talent. W tym samym roku uzyskał również możliwość ukończenia prestiżowych czteroletnich studiów w École des Beaux Arts we Francji, zasponsorowanych przez grupę australijskich filantropów kulturalnych, do których należeli między innymi Henry Higham Wigg, W. L. Davidson, F. A. Joyner oraz Charles Henry de Rose. Wcześniej zaś Robert Barr Smith zapłacił czesne za dwanaście miesięcy nauki Heysena w szkole projektowania Galerii Sztuki Australii Południowej pod opieką Harry’ego Gilla.
Po powrocie do Adelaide w 1903 założył studio malarskie i uczył sztuki. 15 grudnia 1904 poślubił Selmę Bartels, córkę byłego burmistrza Adelaide Adolpha Bartelsa, z którą miał ośmioro dzieci (jedną z jego córek była malarka Nora Heysen). W 1912 dzięki zarobionym przez siebie pieniądzom zakupił nieruchomość o nazwie „The Cedars” w pobliżu Hahndorf, która pozostała jego domem aż do śmierci. Hans Heysen pozostawił po sobie spory dorobek malarski, wśród którego najbardziej znanymi obrazami były malowidła przedstawiające owce oraz bydło wśród masywnych eukaliptusów na tle efektów świetlnych.
Był akwarelistą, choć wykonywał także malarstwo olejne, a także szkicował węglem drzewnym i kredką. W latach 1904–1932 był dziewięciokrotnym laureatem nagrody Wynne, w 1931 otrzymał nagrodę Croucha, a w 1957 nagrodę Maude Vizard-Wholohan. Był także jednym z pierwszych obrońców środowiska w Australii, prowadził liczne działania mające na celu zatrzymanie wycinki drzew na wzgórzach Adelaide i wielokrotnie ostrzegał przed niebezpieczeństwem niszczenia środowiska naturalnego. W 1945 został odznaczony Orderem Imperium Brytyjskiego IV klasy (OBE) za swoją wieloletnią służbę jako zarządca narodowej galerii sztuki w Hobart, a w 1959 otrzymał Odznakę Rycerza Kawalera za zasługi dla sztuki. W Galerii Sztuki Nowej Południowej Walii znajduje się 46 jego obrazów. 
Zmarł 2 lipca 1968 i został pochowany obok swojej żony na cmentarzu w Hahndorf.

## Nagrody Wynne
Opracowano na podstawie materiału źródłowego.
- 1904 – Mistyczny poranek
- 1909 – Lato
- 1911 – Przewóz drewna
- 1920 – Robotnicy
- 1922 – Kamieniołom
- 1924 – Popołudnie jesienią
- 1926 – Podwórze gospodarskie, mroźny poranek
- 1931 – Czerwone eukaliptusy dalekiej północy
- 1932 – Wąwóz Brachina